# Festung Fortica
Die Festung Fortica (Fortezza) in Otočac ist die Ruine einer im Zentralkroatien gelegene Festung. Sie befindet sich auf einem Hügel oberhalb der Stadt Otočac in der Gespanschaft Lika-Senj und überblickt einen großen Teil des Tals des Flusses Gacka. Einst eine militärisch-defensive Festung in der Verteidigungslinie gegen die Türken, verwandelte sie sich später im 19. Jahrhundert langsam in eine Ruine. In letzter Zeit wurde die Festung teilweise restauriert.  

## Geschichte
Fortica wurde auf den Fundamenten einer mittelalterlichen Festung errichtet, die 1449 während der Aufteilung der riesigen Frankopan-Ländereien zwischen den Söhnen des mächtigen kroatischen Ban (Vizekönig) Nikola IV. Frankopan existierte. Zusammen mit Otočac und Umgebung gehörte sie Žikmund (Sigismund) Frankopan, einem der Söhne Nikolas.
Der Bau der neuen Festung nördlich der Stadt begann 1619 und endete um 1630. Sie wurde von Uskoken und der Militärverwaltung der kroatischen Militärgrenze gebaut. Ihr Zweck war es, die Stadt Otočac (die einige hundert Meter südlich auf einer von den Nebenflüssen des Flusses Gacka umgebenen Flussinsel lag) vor allem vor den Türken zu schützen. Im 17. Jahrhundert war die Gefahr groß, denn die mächtigen Eroberer aus dem Osten kamen bis in die Gegend von Prozor  (wo es eine langjährige Grenze gab), aber nicht weiter nach Westen.
Mit dem Nachlassen der osmanischen Bedrohung Ende des 17. Jahrhunderts und im 18. Jahrhundert, nach der Befreiung der Lika-Region, verlor die Festung ihre ursprüngliche Bedeutung, sodass sie unter anderem Militäroffiziere privat beherbergte. Zu Beginn des 19. Jahrhunderts verlor die Festung zunehmend an Bedeutung und wurde vernachlässigt. Es ist jedoch bekannt, dass das Gebäude 1804 renoviert wurde, und die Gemälde von 1861 zeigen, dass sie noch existierte. Damals diente es als Schießpulverlager und der Hauptmann wohnte darin.
In der zweiten Hälfte des 19. Jahrhunderts wurde die Festung vollständig verlassen und die Steine ihrer Mauern wurden von den Einheimischen zum Bau ihrer Häuser mitgenommen. Am Ende waren nur noch Mauerreste im Wald und Gebüsch versteckt.

## Architektur
Im Grundriss besteht Fortica aus drei, einst zweistöckigen, runden Türmen an ihren Enden, die durch kurze flache Verbindungsmauern von etwa 1,8–2,0 Meter Dicke verbunden sind. Sie ähnelte der Festung Sisak, die etwa 80 Jahre früher (um 1550) gebaut wurde, und war größer. Der größte Turm der Fortica befand sich im Osten, während die anderen beiden, der im Nordwesten und der im Südwesten, einen etwas kleineren Durchmesser hatten. Alle drei Türme waren mit kreisförmigen Kegeldächern bedeckt. Von der ursprünglichen Festung sind nur die Fundamente mit Mauerresten erhalten geblieben.
Die Festung wurde aus kleineren Steinstücken gebaut, wahrscheinlich weil weder Zeit noch Geld für größere behauene Blöcke vorhanden waren. Im schmalen Hof zwischen den Türmen befand sich ein Wassertank, und in den Türmen wurden hauptsächlich Lebensmittel, Schießpulver und andere Ausrüstung gelagert. Die Eingangstür zum Gebäude befand sich hoch über dem Boden, so dass sie nur mit einer Leiter betreten werden konnte. Später wurde ein Vorbau mit Treppen gebaut. Die Fortica war relativ klein und hatte eine optimale Kapazität für etwa fünfzig Verteidiger.